# 高颺
高颺（?—?），字法脩，（勃海郡蓨县人），祖先高顧因永嘉之亂而東投高句麗，所以高颺在高句麗出生，至北魏孝文帝初年，高颺與弟弟高乘信、同鄉韓内、冀富入北魏。受厲威将軍之号，爵为河間子。外孙宣武帝继位后的景明初年，高颺被追贈為左光禄大夫，追封勃海公，谥号曰敬。其妻蓋氏亦追封清河郡君，嫡孫高猛嗣爵勃海公。

## 子女
- 高琨（字伯玉，勃海郡公、早逝）
- 高偃（? - 486年，字仲游，宣武帝皇后高英之父）
- 高寿（早逝）
- 高肇
- 高显（侍中、高麗国大中正，澄城郡公，早逝）
- 高氏，高肇、高照容之長姊，嫁韓賄。[1]
- 高照容，孝文帝後宮，妃的等級是貴人，生宣武帝。追封為孝文帝的文昭皇太后。

## 孙子（女）
- 高猛
- 高英
- 高貞：字羽真，高英之弟